# Gabriel Wilhelm Keferstein

Wilhelm Keferstein

Gabriel Wilhelm Gottlieb Keferstein (* 16. September 1755 in Kröllwitz; † 16. Juni 1816 in Halle (Saale)) war Rats- und Bürgermeister der Stadt Halle (Saale).

## Familie
Sein Vater, Georg Christoph Keferstein (1723–1802) war Pächter und Eigentümer der Papiermühle Kröllwitz. Seine Mutter Maria Sophia Christiane Henriette Jacobi (1729–1803) war die Tochter eines Pfarrers. Wilhelm Keferstein, der evangelischen Glaubens war heiratete am 8. Oktober 1782 Christane Saalfeld (27. Januar 1752 bis 3. März 1824), die Tochter eines Ratsmeisters in Halle.

## Leben
Wilhelm Keferstein besuchte die Schule des Waisenhauses und das Stadtgymnasium in Halle. Anschließend studierte er zwischen 1772 und 1775 Rechte, Geschichte, Mathematik und Philosophie in Halle. Das Studium schloss er als Dr. Jur. ab und arbeitete danach als Advokat des Saale- und des Mansfelder Kreises bis 1778. Danach wirkte er bis 1781 als Justizkommissar und Notar in Halle, 1784 als Hoffiskal und 1786 bis 1805 als Syndikus des Magistrats der Stadt Halle. 1806 wurde er als Nachfolger seines Schwiegervaters 1806 bis 1807 Polizei-Ratsmeister in Halle.
Während der französischen Besetzung Halles wurde er verhaftet und Mai bis Oktober 1807 in Pont-à-Mousson festgehalten. 1808 wurde er in den Munizipalrat der Gemeinde Halle gewählt, dem er bis 1813 angehören sollte. Gleichzeitig vertrat er das Saale-Departement in den Reichsständen des Königreichs Westphalen. 1808 wurde er auch zum Friedensrichter ernannt.
1808 bis 1813 arbeitete er wieder als Notar. Seine wichtigste Bedeutung lag darin, dass er sich für die Nutzung der Braunkohlenlager rings um Halle eingesetzt hat. Er war auch Initiator der bis ins 20. Jahrhundert durchgeführten Bergkonzerte in Halle.
April/Mai 1813 wurde die Stadt in den Befreiungskriegen zeitweise preußisch. Wilhelm Keferstein amtierte in dieser Zeit als Bürgermeister Halles. Nach der Rückkehr in das Königreich Westphalen wurde er abgesetzt und zu Haus- und später Stadtarrest verurteilt.
Er war als Freimaurer Mitglied der Loge Zu den drei Degen in Halle und 1808 bis 1816 dort Meister vom Stuhl. Nach Wilhelm Keferstein ist die Kefersteinstraße in Halle benannt.